# Ferriere di Sassello
Nel territorio di Sassello vi era una manodopera preparata ed affinata per quasi due secoli sotto la signoria dei Doria; disponeva di estese foreste, per la produzione del carbone, e di corsi d'acqua che creavano dei “salti” di quasi dieci metri. Questo permetteva un efficiente sviluppo di forza motrice per azionare maglio e maglietto e forniva l'uso di un dispositivo che forniva “l'aria soffiata” da spingere nel basso fuoco in quantità maggiore.
La grande importanza delle ferriere di Sassello è stata ricordata anche nell'arte dal pittore Paolo Gerolamo Brusco (1742-1820), che ha preso undici barbuti ferrieri come modelli dei suoi Apostoli nell'affresco del catino dell'abside della SS. Trinità. 

## Storia
Nel XV secolo, l’economia di Sassello viene radicalmente trasformata dall’apertura della prima ferriera. Aveva abbondanza di legno da trasformare in carbone vegetale e di acqua per movimentare mantici e magli.
Dall’isola d’Elba il minerale di ferro arrivava ad Albisola Capo e a Celle dove carovane di muli lo prelevavano  ai depositi costieri per trasferirlo alle ferriere del Sassello e, al ritorno, i muli venivano caricati da barre di ferro.
Questi opifici raggiunsero il numero di sette ed arricchirono i Badano, i Grasso, i Ramognino, gli Spinelli, i Romano,i Caviglia, i Perrando, i Garbarino e diedero lavoro per quattro secoli a tutta la popolazione attiva
del Sassello. Intenso era il lavoro dei carbonai (bisogna tenere presente quando si erige una carbonaia che produceva carbone dalla legna dei boschi, dalla primavera all’autunno) . IL trasporto del carbone era fatto anche da donne, vecchi e ragazzi, i quali scendevano dalle colline in lunghe file con i loro sacchi sulle spalle . 
Il benessere portato al paese permise la costruzione dell’Ospedale e al Sassello di risorgere quando le truppe dei Savoia, in guerra con Genova, lo incendiarono nel 1625 e lo distrussero nel 1672.
È molto probabile che l'impianto delle prime ferriere sia stato fatto sotto la guida di un membro di quella famiglia Pizzorno, che aveva fama di aver introdotto questa industria nella vallata dello Stura, e precisamente a Rossiglione, verso la metà del Trecento.
È anche quasi certo che, cessato il monopolio dei Doria, siano stati altri membri della famiglia Pizzorno a creare i nuovi impianti.
Il  periodo d'oro della siderurgia sassellese andò dal 1570 al 1670.
La fase discendente iniziò con la distruzione del paese nel 1672 ad opera delle truppe di Carlo Emanuele II di Savoia.
L'eccezionale siccità del 1722-23 rese inattive tutte le ferriere.
Ma le cause principali che determinarono il crollo dei bassi fuochi di Sassello furono tre: 
- l'inizio della utilizzazione del carbon fossile;
- l'invenzione dell'altoforno;
- la abolizione da parte dei Savoia della tassa che la Repubblica di Genova applicava sull'importazione del ferro inglese.

Passato il paese sotto il Regno di Sardegna nel 1815, il lavoro cessò completamente, e nel 1858 Cavour  fece chiudere le ferriere.
Da un'economia di carattere preindustriale Sassello tornò ad un'economia puramente agricola e molti furono costretti ad emigrare in altre regioni, o addirittura in America Meridionale.
La successione cronologica delle ferriere è la seguente: Reborgo, Giovo, Chiappino, Prato,  Erro, Nuova, Tripalda.
Percorrendo, invece,  la strada provinciale 334 verso Sassello, s'incontrano i resti delle ferriere in questa successione: Reborgo, Giovo, Nuova, Tripalda, Prato, Erro  e Chiappino.

## Ferriera di Reborgo
È forse la più antica delle ferriere sassellesi. Era situata sul corso del torrente Reborgo. 
Di essa rimangono poche tracce dell'edificio, del bedale e del bottazzo sulla riva destra del torrente in località Peurtin, a circa venti minuti di cammino, partendo dalla strada provinciale 334.
Il terreno boscoso circostante al torrente era una proprietà esclusiva dei Doria, nella quale era vietato non solo tagliare le piante e far pascolare le greggi e gli armenti, ma perfino pescare nel torrente.
L'ubicazione della ferriera in un territorio così poco accessibile potrebbe far pensare che sia stata dettata da una ragione di segretezza. 
La notizia più antica riferita a questa ferriera risale al 6 agosto del 1522.
Non ci sono altre notizie fino al 1590, quando  negli Annali della Repubblica di Genova viene citata per i forti contrasti sorti tra Nicolò e Stefano Doria per la proprietà.
Nel 1595, quando Stefano vende alla Repubblica di Genova il suo terzo del feudo, vende anche “due edifici di ferriere di Ribolco tutti in acqua e due edifici di maglietto…”.  
Il maglietto della ferriera di Reborgo andò distrutto fra il 1595 ed il 1611 e non venne più riedificato.
Invece il maglietto più vicino alla ferriera del Giovo, dopo il sequestro subito nel 1598 da parte della Camera dell'imperatore Rodolfo II,  nel 1612 rientrò in possesso della Repubblica di Genova.
Nell'estate del 1613 il maglietto, che nel frattempo era diroccato, venne ricostruito.
L'ultima notizia relativa alla ferriera di Reborgo risale al 19 aprile 1641, quando Francesco Romano ed Antonio Molinari ne fanno l'inventario.
Nel 1655 non venne più nominata.  Forse era stata distrutta da un incendio e mai più ricostruita.

## Ferriera del Giovo
Era alimentata dalle acque del Rio Reborgo, pur essendo situata in posizione più prossima al Rio Giovo, che scorre poco più a valle di essa.
È segnalata dalla tavola dell'I.G.M. un paio di chilometri sotto il valico (Colle del Giovo) dal quale prende il nome.
Il suo maglietto si può vedere ancora oggi sul lato opposto della strada provinciale 334, lungo il torrente Reborgo.
Quello che restava dell'edificio della ferriera venne demolito in occasione di un primo ampliamento della sede stradale.  Ora resta solo un tratto di muro parallelo alla strada. 
Il bottazzo era situato a monte della strada ed era visibile fino al 1980 circa, quando un ulteriore ampliamento della strada lo fece scomparire.
In un documento essa era chiamata anche ferriera del Massapé, località che si trova poco più in basso.
Fra il 1591 ed il 1593 venne acquistata da Stefano Doria, che la rivendette nel 1595 alla Repubblica di Genova.
Dopo il sequestro subito nel 1598 da parte della Camera dell'imperatore Rodolfo II, nel 1612 rientrò in possesso della Repubblica di Genova, che successivamente l'affittò a privati.
Nel 1746 la ferriera venne incendiata dai Savoiardi durante la guerra di successione d'Austria e rimase inattiva fino alla primavera del 1749.
Nel 1802 venne ceduta alla Comunità di Sassello, a titolo di risarcimento dei danni subiti da parte dell'armata francese negli anni precedenti. 

## Ferriera Nuova
Il luogo in cui era ubicata era detto lo Stagno, in prossimità dei Badani.
Attualmente il toponimo sopravvive, ma è limitato ad un tratto della riva sinistra del Rio Giovo, quella opposta al luogo dov'era la ferriera, ed in prossimità di esso vi sono tuttora i resti della chiusa.
Essa fu per lungo tempo la più giovane fra le ferriere sassellesi.
Pare  tuttavia che nel 1612 esistesse già.
Nei primi anni dell'Ottocento subì un rovinoso incendio, che la distrusse quasi completamente e rimase inattiva fino al 1810.
Nel 1852, quando la produzione siderurgica era cessata, la ferriera, il maglietto, una cascina di campagna e le terre coltivate annesse vennero aggiudicati per incanto giudiziario a Maria Morasso.
A monte della strada che la fiancheggia i Morasso  costruirono un grosso edificio, dove  impiantarono una filanda che incominciò l'attività nel 1867. 
In seguito la filanda fu trasformata in appartamenti.
L'edificio della ferriera venne adibito a casa colonica ed il maglietto fu il garage-officina delle prime autolinee di Sassello, risalenti agli anni venti del Novecento. 
Negli anni cinquanta il maglietto fu sede di una segheria idraulica.
Gli edifici della ferriera e del maglietto sopravvivono ancora oggi, trasformati  rispettivamente in casa e magazzino di materiali edili.

## Ferriera della Tripalda
Venne fatta costruire dal marchese Giuseppe Pallavicini  tra il 1º maggio ed il 12 novembre del 1694 e fu quindi la più giovane fra le ferriere sassellesi.
Derivava il proprio nome dalla cittadina di Atripalda, in provincia di Avellino, dove c'era una grande ferriera, che era stata visitata dal figlio del marchese.
Occupava il terzo posto fra le ferriere sassellesi per capacità produttiva.
Era alimentata sia dalle acque del Rio Giovo, sulla cui riva destra era situata, sia da quelle del Rio della Bozza.
La ferriera misurava m. 30 x 14 x 15, invece il maglietto era di m. 10 x 10 x 10.
Dopo il 1813 fu aggiunto un martinetto. Cessò la sua attività nel 1856. 
Attualmente ne sopravvivono gli edifici, ampiamente rimaneggiati, ed il bottazzo, che si affianca alla sede stradale. 
La tavola dell'I.G.M. porta in corrispondenza di essa il toponimo Sega, perché dopo la cessazione dell'attività siderurgica essa venne trasformata in segheria di legname, che rimase attiva fino al 1950.

## Ferriera del Prato
Era situata sul corso del Rio Giovo, che l'alimentava e che un tempo era chiamato Lachiova. 
Le prime notizie indirette risalgono al 1560. 
Non si hanno altre notizie sicure fino al 1613, quando venne acquistata  e subito dopo rivenduta da Gio Batta Doria alla Repubblica di Genova. 
Anch'essa venne in seguito ceduta a privati.
Era la prima tra le ferriere sassellesi per capacità produttiva, valutata in 3.000 cantari di vena lavorati ogni anno. 
Le dimensioni della ferriera, del maglietto, del deposito del carbone e di quello per il prodotto finito sono descritte nella domanda che nel 1813 fanno i Pallavicini, allora proprietari,  per essa e per la Tripalda, onde ottenere dall'amministrazione napoleonica l'autorizzazione a continuare l'attività produttiva.
La ferriera misurava m. 29 x 13,5 x 13,5; il maglietto m. 16,5 x 7,5 x 7,5.
Il deposito di carbone era di m. 7,5 x 6,5 x 6,5 e quello del prodotto finito era un quadrato di m. 2,5 di lato.
Nel maglietto vi erano due magli piccoli, due forni ed una tromba soffiante.
Dopo la cessazione dell'attività siderurgica, nel 1872 la ferriera venne trasformata in fabbrica per l'estrazione del tannino dal legno di castagno, usato nella concia delle pelli, e dell'emateina dal legno di campeccio, usata nell'industria tintoria.
Dal 1876 gli edifici ospitarono una tessitura di cotone, che durò fino al 1928, quando fu distrutta da un incendio.
Oggi rimangono la chiusa, già semidistrutta, ma ricostruita per iniziativa della Comunità Montana del Giovo a scopo di difesa idrogeologica, il bedale e l'ampio bottazzo.
Dove c'erano gli opifici oggi c'è una casa d'abitazione ed un magazzino.

## Ferriera dell'Erro
Il suo nome è improprio, perché essa è situata presso la riva destra del Rio Ciua, mentre l'Erro, nel quale il Ciua confluisce, scorre circa un chilometro più a valle.
In realtà la ferriera era alimentata dalle acque dello Sbruggia sul quale era costruita la chiusa.
Essa fu soggetta a frequenti alluvioni causate sia dallo Sbruggia, che danneggiava chiusa, bedale e bottazzo (situati nel prato degli Arnei, dove ora si trova il mulino Assandri),  sia dal Ciua, che investiva direttamente l'opificio.
La ferriera risale sicuramente al Cinquecento. 
Nel 1591 venne acquistata da Paride Doria. 
Anch'essa nel 1612 passò alla Repubblica di Genova e poi a privati. 
Nel 1672 venne incendiata dai Savoiardi, ma riprese l'attività dopo dieci mesi.
Disastrosa fu invece l'alluvione del 26 agosto 1702: la ferriera non venne più ricostruita e fu più tardi trasformata in casa colonica.
Un lungo avvallamento del terreno, parallelo al torrente, fa intuire che qui era situato il bedale.
Nessuna traccia rimane del bottazzo.

## Ferriera del Chiappino
Era la più vicina all'abitato e l'unica situata sul corso del torrente Sbruggia. 
A monte di essa c'erano i due mulini del Piano e dell'Oltreacqua, già attivi nel Duecento.
Di essa si parla per la prima volta in un testamento del 1575.
Dopo l'incendio del 1672, che la rese inattiva per tre anni, subì nel 1680 il crollo della chiusa, che era allora di legno.
Nel 1738 era al secondo posto tra le ferriere sassellesi per capacità produttiva.
Attualmente esiste, rimaneggiato, l'edificio della ferriera, ma non più quello del maglietto.
Esistono pure il bottazzo, il bedale e la chiusa. 
La cascata formata dalla chiusa era nota in passato come Cascata Baglietto, dal nome dei proprietari, ed il sottostante laghetto era meta di bagni estivi da parte dei giovani.